# 怀卡托河

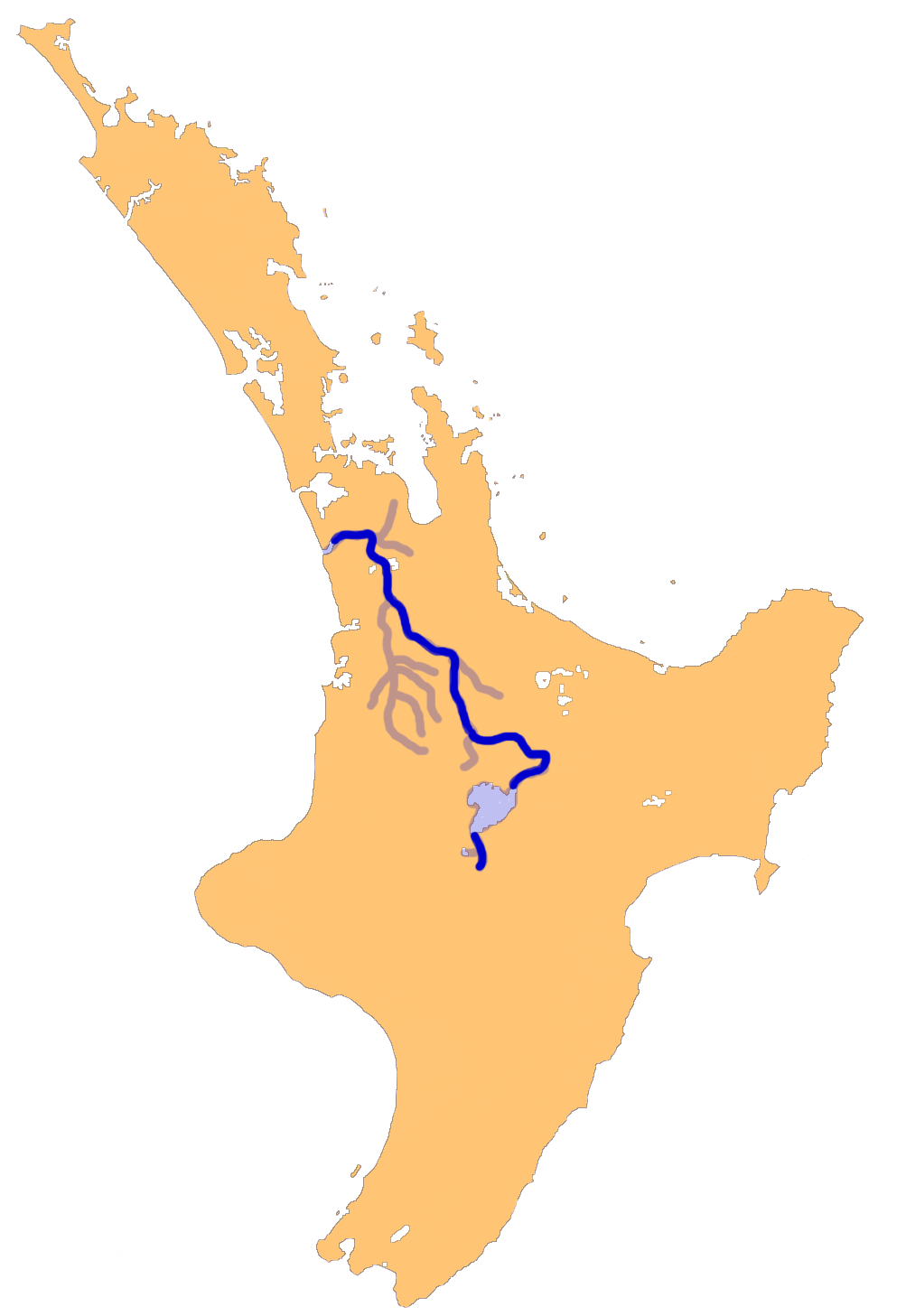
怀卡托河地图

怀卡托河（英語：Waikato River），新西兰北岛河流，全长425公里，是新西兰全国最长的河流。Waikato一词来源于毛利语，意为“流水”。
怀卡托河发源于鲁阿佩胡山东坡，流入新西兰第一大湖泊陶波湖，然后由陶波湖西北端流经怀卡托平原在怀卡托港附近注入塔斯曼海。上游怀帕基希与干流交汇处至陶波湖段称为汤加里罗河。 沿岸城镇有陶波、芒阿基诺、剑桥、哈密尔顿等。